# Don Carlos (Bukidnon)
Don Carlos   ist eine Großraumgemeinde in der Provinz Bukidnon auf der Insel Mindanao in den Philippinen. Sie hat 66.959 Einwohner (Zensus 1. August 2015), die in 29 Barangays leben. Sie gehört zur ersten Einkommensklasse der Gemeinden auf den Philippinen und wird als partiell urbanisiert beschrieben. 
Ihre Nachbargemeinden sind Maramag im Norden, Kitaotao und Kadingilan im Süden, Pangantucan im Westen und Quezon im Osten. Die Gemeinde liegt ca. 61 km südöstlich von der Provinzkapitale Malaybalay City, ca. 163 km südlich der Regionalkapitale Cagayan de Oro, ca. 160 nordwestlich von Davao City und ca. 180 km nordöstlich von Cotabato City. 
Die Topographie der Gemeinde wird als sanfthügeliges Flachland beschrieben. Als touristische Attraktionen gelten der Sinangguyan-Wasserfall im Barangay Sinanguyan und der Kahulugan-Wasserfall, die beide eine Fallhöhe von ca. 25 Metern haben. Der ca. 50 Hektar große Pinamaloy-See liegt unweit des Highways; er hat die Form einer Boxbeutelflasche und ist von dichter Vegetation umgeben.

## Barangays
| - Calao Calao - Cabadiangan - Buyot - Don Carlos Norte - Embayao - Kalubihon - Kasigkot | - Kawi - Kibatang - Mahayahay - Manlamonay - Maraymaray - Mauswagon - Minsilagan | - New Nongnongan (Masimag) - New Visayas - Old Nongnongan - Pinamaloy - Don Carlos Sur (Pob.) - Pualas - San Antonio East - San Antonio West | - San Francisco - San Nicolas (Banban) - San Roque - Sinangguyan - Bismartz |